# Sítio da Candinha
Sítio da Candinha ou Casa da Candinha é uma casa-grande em Guarulhos, considerada patrimônio histórico e cultural. 

## História
As terras onde se encontra a casa sede foram adquiridas por Amador Bueno da Veiga em 1717, através de carta de sesmaria concedida por D. Pedro de Almeida, sendo transferido depois para seu descendente Antônio Bueno da Silveira.
A casa sede foi construída na primeira metade do século 19, provavelmente em 1825, a mando de Antônio Bueno da Silveira. A construção, com 195 metros quadrados, foi feita em taipa, na Fazenda Bananal.
O nome da casa-grande deve-se ao apelido de Cândida Maria Rodrigues, segunda esposa de Olegário de Almeida Barbosa, filho de Antônio Bueno da Silveira. A difusão do nome ocorreu principalmente a partir de 1932, quando Olegário de Almeida Barbosa faleceu e Candinha assumiu a administração da fazenda.
Após 1950, a propriedade da Fazenda Bananal foi dividida em glebas por D. Candinha, que faleceu em 1970.
Em 26 de dezembro de 2000, a casa foi tombada pela Prefeitura Municipal de Guarulhos que, em 2004, a declarou área de utilidade pública. A área desapropriada tornou-se , em 22 de dezembro de 2008, o Parque Natural Municipal da Cultura Negra Sítio da Candinha, onde a casa-grande está localizada.

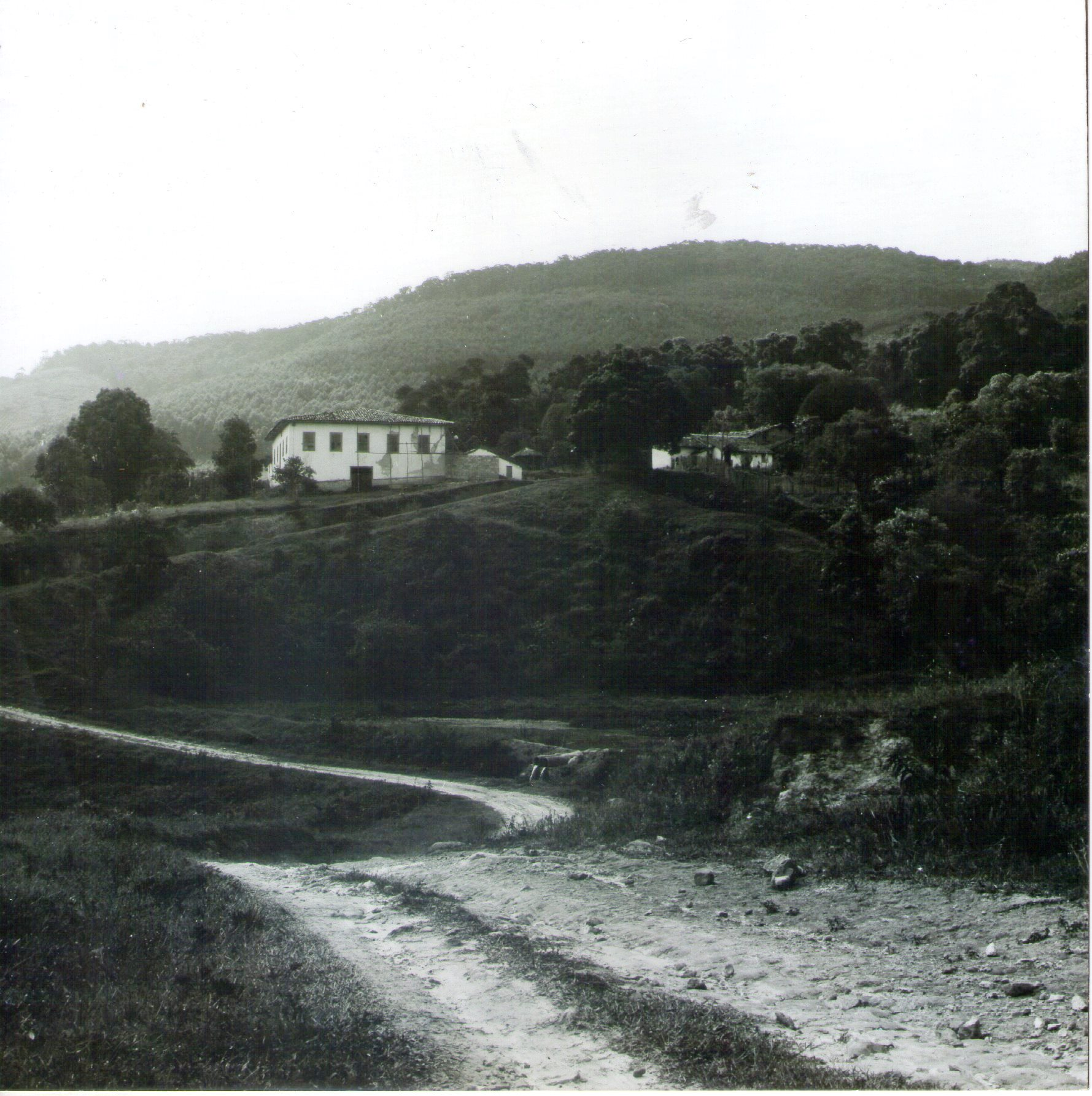
Fazenda Bananal, em Guarulhos. No top, a Casa da Candinha. Imagem do Arquivo Histórico Municipal.

## Construção
A casa-grande é composta de 12 ambientes. Há 14 janelas, com destaque para a do centro na fachada sul. Essa janela tem um guarda-corpo de um metro de altura, o que permitia uma visão ampla do terreno a partir da casa. Isso estaria associado a facilitar o controle sobre a produção na fazenda.
Um aspecto relevante na construção é o estilo arquitetônico identificado como barroco e colonial. Sobre isso, foi dito:
| “ | O velho exemplar de arquitetura nos entusiasmou. Trata-se, sem dúvida, de um documento da maior importância, quer por sua tipologia arquitetônica, quer pelo alto grau de integridade em que se encontra o corpo principal da edificação, quer por sua localização improvável, numa área de elevada importância ambiental, nas proximidades do movimentadíssimo Aeroporto Internacional de São Paulo-Guarulhos [...]. Encravada em plena região metropolitana de São Paulo, deparamo-nos portanto [sic] com uma casa rural oitocentista, bastante íntegra, inserida numa remota paisagem campestre que decerto pouco mudou desde o tempo de sua construção | ” |

Um parecer de técnicos municipais registrou em 1941 sobre a construção:
| “ | Ao prédio antecede um páteo. Diante do páteo o cercado e o curral. Tudo é de taipa e recorda o braço escravo [...]. As salas são enormes e sombrias. Naquele tempo não se economizava espaço. | ” |

Em uma das salas, encontra-se o oratório, ajustado à parede similar a um altar, muito comum nas fazendas antigas.

## Situação
Encravada no topo de uma colina na Fazenda Bananal, a Casa da Candinha mantém alguns elementos de sua construção inicial, como uma parede de taipa de pilão. A habituação continuada na casa é um dos elementos que levaram à modificação da situação original da sede da fazenda. Mas também foram identificados outros danos, associados à destruição causada por xilófagos.
Reportagem de 2012 identificou que a casa permanecia fechada para visitação e em situação de abandono, apesar de expectativa de que uma série de obras de restauro fosse realizada.
Em 2018, houve uma tentativa de ocupação da área.
Em 2020, o Sítio da Candinha ainda sofre com invasões e desmatamentos. Em uma operação de fiscalização realizada em junho deste ano, o desmatamento foi interrompido pela prefeitura, mas foram encontradas estradas e passagens clandestinas durante a operação.

## Restauração do Oratório da Casa da Candinha
Em janeiro de 2021, o oratório do Sítio da Candinha, um baú e uma cela feminina foram encaminhados para restauração e serão devolvidos quando o processo for concluído. A cela feminina que data do período colonial (cerca de 250 anos) pode ter pertencido à dona da fazenda. O oratório de madeira tem cerca de 2,9 metros de altura e 1,7 metros de largura, decorado com imagens sacras e com detalhes em cor dourada. É uma iniciativa de valorização do patrimônio . 